# Presidio Real de San Agustín del Tucsón
El Presidio Real de San Agustín del Tucsón fue un presidio novohispano fundado en 1775 en Tucson, Arizona, Estados Unidos. 

## Toponimia
El presidio toma su nombre de San Agustín, uno de los santos del santoral católico y de la palabra pima Chuk shon que se hispanizaría como Tucsón con acento agudo, al contrario del inglés que utiliza el acento llano.

## Historia
El presidio de San Agustín del Tucsón fue fundado el 20 de agosto de 1775 y terminado en 1783 por españoles provenientes del presidio de San Ignacio de Tubac a unas 60 millas (97 km) al sur de Tucsón. Se construyó para la defensa de los ataques apaches de la población y las misiones del valle del río Santa Cruz.  Se trató del presidio más norteño de la Frontera Norte o del Septentrión de Nueva España. En 1779 Pedro de Allande fue nombrado alcaide del presidio, financiando la mayor parte de la construcción, y logrando la victoria contra los apaches en la batalla de Tucson. Los militares encargados fueron fundamentalmente vascos, como Juan Bautista de Anza, nombrado en 1788 comandante del presidio tras haber desempeñado el cargo de gobernador de Santa Fe de Nuevo México y realzado las históricas expediciones que abrieron la ruta a California.
El presidio no fue abandonado tras la guerra de Independencia de México (1810-1821) por la adhesión de la guarnición y la aristocracia local a la causa mexicana. Sin embargo sí fue rendido en 1846 durante guerra México-Americana, retirándose su dotación al presidio de San Ignacio de Tubac. El presidio del Tucsón pasó a dominio estadounidense con la venta de la Mesilla por 10 millones de dólares en el año 1853. El presidio quedó en desuso tras la rendición de Gerónimo en 1886 y el fin de la guerra Civil Americana, en detrimento del fuerte Lowell. En 1910 únicamente permanecían algunos lienzos del fuerte primitivo, que fue completamente demolido en 1918. 

## Descripción
El mismo estaba ubicado en la margen derecha del río Santa Cruz cerca de un poblado del pueblo Pima.
En 2007 concluyó el museo del Presidio de San Agustín de Tucson, con una recreación de una parte del presidio. Los resultados de las excavaciones arqueológicas se encuentran en este recinto y en las inmediaciones del juzgado del condado de Pima y del ayuntamiento de Tucson.
El distrito histórico de Tucson donde se encuentra el presidio y otras construcciones históricas de Tucson se encuentran registradas desde 1976 en el Inventario del Registro Nacional de Lugares Históricos.